# Lijst van interlands Tsjecho-Slowaaks voetbalelftal 1920-1929
Deze pagina toont een chronologisch en gedetailleerd overzicht van de interlands die het Tsjecho-Slowaaks voetbalelftal heeft gespeeld in de periode 1920 – 1929.

## Interlands

### 1920
| Olympische Spelen 1920 |
| ---------------------- |

|                                                                                     |                                                                               |       |             |                                                                                          |
| 28 augustus Olympische Spelen Eerste ronde № 7 «onderlinge duels» 10:00 uur (UTC+1) | Tsjecho-Slowakije                                                             | 7 – 0 | Joegoslavië | Stadion Broodstraat, Antwerpen Toeschouwers: 600 Scheidsrechter: Raphaël Van Praag (BEL) |
| 28 augustus Olympische Spelen Eerste ronde № 7 «onderlinge duels» 10:00 uur (UTC+1) | Jan Vaník 20', 46', 79' (pen.) Antonín Janda 34', 50', 75' Josef Sedláček 43' |       |             | Stadion Broodstraat, Antwerpen Toeschouwers: 600 Scheidsrechter: Raphaël Van Praag (BEL) |

|                                                                                    |                                          |       |           |                                                                            |
| 29 augustus Olympische Spelen Kwartfinale № 8 «onderlinge duels» 16:30 uur (UTC+1) | Tsjecho-Slowakije                        | 4 – 0 | Noorwegen | Dudenpark, Vorst Toeschouwers: 4.000 Scheidsrechter: Charles Barette (BEL) |
| 29 augustus Olympische Spelen Kwartfinale № 8 «onderlinge duels» 16:30 uur (UTC+1) | Jan Vaník 9' Antonín Janda 17', 66', 77' |       |           | Dudenpark, Vorst Toeschouwers: 4.000 Scheidsrechter: Charles Barette (BEL) |

|                                                                                     |                                               |       |                |                                                                                     |
| 31 augustus Olympische Spelen Halve finale № 9 «onderlinge duels» 15:30 uur (UTC+1) | Tsjecho-Slowakije                             | 4 – 1 | Frankrijk      | Olympisch Stadion, Antwerpen Toeschouwers: 12.000 Scheidsrechter: Job Mutters (NED) |
| 31 augustus Olympische Spelen Halve finale № 9 «onderlinge duels» 15:30 uur (UTC+1) | Otakar Škvajn 18', 75', 87' Karel Steiner 70' |       | 79' Jean Boyer | Olympisch Stadion, Antwerpen Toeschouwers: 12.000 Scheidsrechter: Job Mutters (NED) |

|                                                                                |                                        |       |                   |                                                                                    |
| 2 september Olympische Spelen Finale № 10 «onderlinge duels» 17:00 uur (UTC+1) | België                                 | 2 – 0 | Tsjecho-Slowakije | Olympisch Stadion, Antwerpen Toeschouwers: 35.000 Scheidsrechter: John Lewis (ENG) |
| 2 september Olympische Spelen Finale № 10 «onderlinge duels» 17:00 uur (UTC+1) | Robert Coppée 6' (pen.) Rik Larnoe 31' |       |                   | Olympisch Stadion, Antwerpen Toeschouwers: 35.000 Scheidsrechter: John Lewis (ENG) |

|  |  |  |  |  |  |  |  |  |

### 1921
|                                                                        |                                                     |       |                   |                                                                                |
| 28 oktober Vriendschappelijk № 11 «onderlinge duels» 15:00 uur (UTC+1) | Tsjecho-Slowakije                                   | 6 – 1 | Joegoslavië       | Letenský Stadion, Praag Toeschouwers: 12.000 Scheidsrechter: Willem Boas (NED) |
| 28 oktober Vriendschappelijk № 11 «onderlinge duels» 15:00 uur (UTC+1) | Jan Vaník 59', 63', 78', 86' Antonín Janda 60', 65' |       | 72' Branko Zinaja | Letenský Stadion, Praag Toeschouwers: 12.000 Scheidsrechter: Willem Boas (NED) |

|                                                                         |                                     |       |                                        |                                                                                       |
| 13 november Vriendschappelijk № 12 «onderlinge duels» 14:30 uur (UTC+1) | Tsjecho-Slowakije                   | 2 – 2 | Zweden                                 | Letenský Stadion, Praag Toeschouwers: 10.000 Scheidsrechter: Heinrich Retschury (AUT) |
| 13 november Vriendschappelijk № 12 «onderlinge duels» 14:30 uur (UTC+1) | Antonín Janda 32' Antonín Janda 54' |       | 30' Herbert Carlsson 65' Helmer Edlund | Letenský Stadion, Praag Toeschouwers: 10.000 Scheidsrechter: Heinrich Retschury (AUT) |

### 1922
|                                                                         |                       |       |                   |                                                                                |
| 26 februari Vriendschappelijk № 13 «onderlinge duels» 15:00 uur (UTC+1) | Italië                | 1 – 1 | Tsjecho-Slowakije | Motovelodromo, Turijn Toeschouwers: 15.000 Scheidsrechter: Marcel Slawik (FRA) |
| 26 februari Vriendschappelijk № 13 «onderlinge duels» 15:00 uur (UTC+1) | Adolfo Baloncieri 52' |       | 84' Antonín Janda | Motovelodromo, Turijn Toeschouwers: 15.000 Scheidsrechter: Marcel Slawik (FRA) |

|                                                                     |            |                                        |                   |                                                                                             |
| 11 juni Vriendschappelijk № 14 «onderlinge duels» 13:15 uur (UTC+1) | Denemarken | 0 – 3                                  | Tsjecho-Slowakije | Københavns Idrætspark, Kopenhagen Toeschouwers: 20.000 Scheidsrechter: Willem Eijmers (NED) |
| 11 juni Vriendschappelijk № 14 «onderlinge duels» 13:15 uur (UTC+1) |            | 8' Antonín Janda 36', 49' Jan Dvořáček |                   | Københavns Idrætspark, Kopenhagen Toeschouwers: 20.000 Scheidsrechter: Willem Eijmers (NED) |

|                                                   |                                                |       |                                                                      |                                                                                     |
| 28 juni Vriendschappelijk № 15 «onderlinge duels» | Joegoslavië                                    | 4 – 3 | Tsjecho-Slowakije                                                    | Stadion Concordije, Zagreb Toeschouwers: 6.000 Scheidsrechter: Alfred Preßler (AUT) |
| 28 juni Vriendschappelijk № 15 «onderlinge duels» | Jene Abraham 45', 74' Branko Zinaja 63' (pen.) |       | 16' Jan Dvořáček 21' Jan Vaník 28' František Plodr 74' Branko Zinaja | Stadion Concordije, Zagreb Toeschouwers: 6.000 Scheidsrechter: Alfred Preßler (AUT) |

|                                                                         |                   |                                   |        |                                                                                          |
| 13 augustus Vriendschappelijk № 16 «onderlinge duels» 14:00 uur (UTC+1) | Tsjecho-Slowakije | 0 – 2                             | Zweden | Olympisch Stadion, Stockholm Toeschouwers: 17.000 Scheidsrechter: Lauritz Andersen (DEN) |
| 13 augustus Vriendschappelijk № 16 «onderlinge duels» 14:00 uur (UTC+1) |                   | 29' Rudolf Sloup 37' Jan Dvořáček |        | Olympisch Stadion, Stockholm Toeschouwers: 17.000 Scheidsrechter: Lauritz Andersen (DEN) |

### 1923
|                                                                   |                                      |       |            |                                                                                          |
| 6 mei Vriendschappelijk № 17 «onderlinge duels» 17:30 uur (UTC+1) | Tsjecho-Slowakije                    | 2 – 0 | Denemarken | Stadion Sparty na Letné, Praag Toeschouwers: 15.000 Scheidsrechter: Jacques Hirrlé (SUI) |
| 6 mei Vriendschappelijk № 17 «onderlinge duels» 17:30 uur (UTC+1) | František Císař 19' Rudolf Sloup 39' |       |            | Stadion Sparty na Letné, Praag Toeschouwers: 15.000 Scheidsrechter: Jacques Hirrlé (SUI) |

|                                                                    |                                                                 |       |                         |                                                                                       |
| 27 mei Vriendschappelijk № 18 «onderlinge duels» 18:00 uur (UTC+1) | Tsjecho-Slowakije                                               | 5 – 1 | Italië                  | Letenský Stadion, Praag Toeschouwers: 25.000 Scheidsrechter: Heinrich Retschury (AUT) |
| 27 mei Vriendschappelijk № 18 «onderlinge duels» 18:00 uur (UTC+1) | Josef Sedláček 18', 32', 41' Jan Dvořáček 44' Karel Koželuh 80' |       | 52' Giovanni Moscardini | Letenský Stadion, Praag Toeschouwers: 25.000 Scheidsrechter: Heinrich Retschury (AUT) |

|                                                                       |          |                                                                    |                   |                                                                                       |
| 1 juli Vriendschappelijk № 19 «onderlinge duels» 18:00 uur (UTC+1:44) | Roemenië | 0 – 6                                                              | Tsjecho-Slowakije | Stadionul Oraşului, Cluj-Napoca Toeschouwers: 8.000 Scheidsrechter: Max Seemann (AUT) |
| 1 juli Vriendschappelijk № 19 «onderlinge duels» 18:00 uur (UTC+1:44) |          | 16', 29' Jaroslav Vlček 50', 66' Rudolf Sloup 69', 82' Josef Čapek |                   | Stadionul Oraşului, Cluj-Napoca Toeschouwers: 8.000 Scheidsrechter: Max Seemann (AUT) |

|                                                                        |                                                       |       |                                                               |                                                                              |
| 28 oktober Vriendschappelijk № 20 «onderlinge duels» 15:00 uur (UTC+1) | Tsjecho-Slowakije                                     | 4 – 4 | Joegoslavië                                                   | Stadion Slavii, Praag Toeschouwers: 15.000 Scheidsrechter: Eugen Braun (AUT) |
| 28 oktober Vriendschappelijk № 20 «onderlinge duels» 15:00 uur (UTC+1) | Josef Čapek 20' Josef Čapek 40' Rudolf Sloup 60', 62' |       | 4' Dušan Petković 9', 15' Dragan Jovanović 21' Dragutin Babić | Stadion Slavii, Praag Toeschouwers: 15.000 Scheidsrechter: Eugen Braun (AUT) |

### 1924
| Olympische Spelen 1924 |
| ---------------------- |

|                                                                                 |                                                                        |       |                      |                                                                               |
| 25 mei Olympische Spelen Eerste ronde № 21 «onderlinge duels» 15:30 uur (UTC+1) | Tsjecho-Slowakije                                                      | 5 – 2 | Turkije              | Stade Bergeyre, Parijs Toeschouwers: 4.344 Scheidsrechter: Per Andersen (NOR) |
| 25 mei Olympische Spelen Eerste ronde № 21 «onderlinge duels» 15:30 uur (UTC+1) | Rudolf Sloup 21' Josef Sedláček 28', 37' Jan Novák 64' Josef Čapek 74' |       | 63', 82' Bekir Refet | Stade Bergeyre, Parijs Toeschouwers: 4.344 Scheidsrechter: Per Andersen (NOR) |

|                                                                                   |                         |       |                     |                                                                               |
| 28 mei Olympische Spelen Achtste finale № 22 «onderlinge duels» 17:00 uur (UTC+1) | Tsjecho-Slowakije       | 1 – 1 | Zwitserland         | Stade Bergeyre, Parijs Toeschouwers: 9.157 Scheidsrechter: Per Andersen (NOR) |
| 28 mei Olympische Spelen Achtste finale № 22 «onderlinge duels» 17:00 uur (UTC+1) | Rudolf Sloup 21' (pen.) |       | 79' Walter Dietrich | Stade Bergeyre, Parijs Toeschouwers: 9.157 Scheidsrechter: Per Andersen (NOR) |

|                                                                                   |                   |                  |             |                                                                                 |
| 30 mei Olympische Spelen Achtste finale № 23 «onderlinge duels» 17:00 uur (UTC+1) | Tsjecho-Slowakije | 0 – 1            | Zwitserland | Stade Bergeyre, Parijs Toeschouwers: 5.673 Scheidsrechter: Marcel Slawick (FRA) |
| 30 mei Olympische Spelen Achtste finale № 23 «onderlinge duels» 17:00 uur (UTC+1) |                   | 87' Robert Pache |             | Stade Bergeyre, Parijs Toeschouwers: 5.673 Scheidsrechter: Marcel Slawick (FRA) |

|  |  |  |  |  |  |  |  |  |

|                                                                         |                                                                                |       |                     |                                                                              |
| 31 augustus Vriendschappelijk № 24 «onderlinge duels» 17:00 uur (UTC+1) | Tsjecho-Slowakije                                                              | 4 – 1 | Roemenië            | Stadion Slavii, Praag Toeschouwers: 18.000 Scheidsrechter: Max Seemann (AUT) |
| 31 augustus Vriendschappelijk № 24 «onderlinge duels» 17:00 uur (UTC+1) | Jan Dvořáček 33' František Kolenatý 35' Karel Žďárský 58' František Ryšavý 79' |       | 85' Augustin Semler | Stadion Slavii, Praag Toeschouwers: 18.000 Scheidsrechter: Max Seemann (AUT) |

|                                                                          |             |                                      |                   |                                                                                  |
| 28 september Vriendschappelijk № 25 «onderlinge duels» 15:30 uur (UTC+1) | Joegoslavië | 0 – 2                                | Tsjecho-Slowakije | Stadion Concordije, Zagreb Toeschouwers: 8.000 Scheidsrechter: Eugen Braun (AUT) |
| 28 september Vriendschappelijk № 25 «onderlinge duels» 15:30 uur (UTC+1) |             | 54' Antonín Laštovička 65' Jan Vaník |                   | Stadion Concordije, Zagreb Toeschouwers: 8.000 Scheidsrechter: Eugen Braun (AUT) |

### 1925
|                                                                    |                                                         |       |                        |                                                                                |
| 24 mei Vriendschappelijk № 26 «onderlinge duels» 18:00 uur (UTC+1) | Tsjecho-Slowakije                                       | 3 – 1 | Oostenrijk             | Letnástadion, Praag Toeschouwers: 15.000 Scheidsrechter: Charles Barette (BEL) |
| 24 mei Vriendschappelijk № 26 «onderlinge duels» 18:00 uur (UTC+1) | Ferenc Szedlacsik 33' Josef Čapek 58' Karel Severin 63' |       | 52' Ferdinand Swatosch | Letnástadion, Praag Toeschouwers: 15.000 Scheidsrechter: Charles Barette (BEL) |

|                                                                        |                                     |       |           |                                                                                      |
| 11 oktober Vriendschappelijk № 27 «onderlinge duels» 15:30 uur (UTC+1) | Tsjecho-Slowakije                   | 2 – 0 | Hongarije | Letenský Stadion, Praag Toeschouwers: 3.000 Scheidsrechter: Heinrich Retschury (AUT) |
| 11 oktober Vriendschappelijk № 27 «onderlinge duels» 15:30 uur (UTC+1) | Antonín Perner 49' Jan Dvořáček 78' |       |           | Letenský Stadion, Praag Toeschouwers: 3.000 Scheidsrechter: Heinrich Retschury (AUT) |

|                                                                        |                                                                                                |       |             |                                                                                 |
| 28 oktober Vriendschappelijk № 28 «onderlinge duels» 15:00 uur (UTC+1) | Tsjecho-Slowakije                                                                              | 7 – 0 | Joegoslavië | Stadion Slavii, Praag Toeschouwers: 15.000 Scheidsrechter: Giovanni Mauro (ITA) |
| 28 oktober Vriendschappelijk № 28 «onderlinge duels» 15:00 uur (UTC+1) | Karel Steiner 6' Jan Wimmer 24' Jan Dvořáček 36', 40', 66' Josef Silný 41' Jindřich Šoltys 82' |       |             | Stadion Slavii, Praag Toeschouwers: 15.000 Scheidsrechter: Giovanni Mauro (ITA) |

### 1926
|                                                                        |                                                                |       |                     |                                                                                   |
| 17 januari Vriendschappelijk № 29 «onderlinge duels» 15:00 uur (UTC+1) | Italië                                                         | 3 – 1 | Tsjecho-Slowakije   | Motovelodromo, Turijn Toeschouwers: 18.000 Scheidsrechter: Mihály Iváncsics (HUN) |
| 17 januari Vriendschappelijk № 29 «onderlinge duels» 15:00 uur (UTC+1) | Giuseppe Della Valle 16' Leopoldo Conti 77' Mario Magnozzi 89' |       | 23' Antonín Křišťál | Motovelodromo, Turijn Toeschouwers: 18.000 Scheidsrechter: Mihály Iváncsics (HUN) |

|                                                                      |                                             |       |                   |                                                                                      |
| 14 maart Vriendschappelijk № 30 «onderlinge duels» 15:30 uur (UTC+1) | Oostenrijk                                  | 2 – 0 | Tsjecho-Slowakije | Hohe Wartestadion, Wenen Toeschouwers: 40.000 Scheidsrechter: Mihály Iváncsics (HUN) |
| 14 maart Vriendschappelijk № 30 «onderlinge duels» 15:30 uur (UTC+1) | Wilhelm Morocutti 20' Viktor Hierländer 60' |       |                   | Hohe Wartestadion, Wenen Toeschouwers: 40.000 Scheidsrechter: Mihály Iváncsics (HUN) |

|                                                                    |                                    |       |                   |                                                                               |
| 6 juni Vriendschappelijk № 31 «onderlinge duels» 17:00 uur (UTC+1) | Hongarije                          | 2 – 1 | Tsjecho-Slowakije | Üllői út, Boedapest Toeschouwers: 27.000 Scheidsrechter: Giovanni Mauro (ITA) |
| 6 juni Vriendschappelijk № 31 «onderlinge duels» 17:00 uur (UTC+1) | József Takács 31' Vilmos Kohut 66' |       | 38' Josef Silný   | Üllői út, Boedapest Toeschouwers: 27.000 Scheidsrechter: Giovanni Mauro (ITA) |

|                                                                     |                                         |       |                     |                                                                                          |
| 13 juni Vriendschappelijk № 32 «onderlinge duels» 14:00 uur (UTC+1) | Zweden                                  | 2 – 2 | Tsjecho-Slowakije   | Olympisch Stadion, Stockholm Toeschouwers: 15.000 Scheidsrechter: Lauritz Andersen (DEN) |
| 13 juni Vriendschappelijk № 32 «onderlinge duels» 14:00 uur (UTC+1) | Per Kaufeldt 75' Karl Erik Holmberg 89' |       | 49', 77' Otto Novák | Olympisch Stadion, Stockholm Toeschouwers: 15.000 Scheidsrechter: Lauritz Andersen (DEN) |

|                                                   |                                     |       |                                                               |                                                                                   |
| 28 juni Vriendschappelijk № 33 «onderlinge duels» | Joegoslavië                         | 2 – 6 | Tsjecho-Slowakije                                             | Stadion Concordije, Zagreb Toeschouwers: 10.000 Scheidsrechter: Eugen Braun (AUT) |
| 28 juni Vriendschappelijk № 33 «onderlinge duels» | Dušan Petković 15' Franjo Giler 19' |       | 16' Jan Wimmer 17', 27', 41', 62' Josef Silný 43' Antonín Puč | Stadion Concordije, Zagreb Toeschouwers: 10.000 Scheidsrechter: Eugen Braun (AUT) |

|                                                                    |                                                                  |       |                                            |                                                                                |
| 3 juli Vriendschappelijk № 34 «onderlinge duels» 17:30 uur (UTC+1) | Tsjecho-Slowakije                                                | 4 – 2 | Zweden                                     | Letenský Stadion, Praag Toeschouwers: 17.000 Scheidsrechter: Eugen Braun (AUT) |
| 3 juli Vriendschappelijk № 34 «onderlinge duels» 17:30 uur (UTC+1) | Jiří Mareš 19' Josef Jelínek 25' Otto Novák 54' Karel Meduna 64' |       | 44' Karl Erik Holmberg 87' Filip Johansson | Letenský Stadion, Praag Toeschouwers: 17.000 Scheidsrechter: Eugen Braun (AUT) |

|                                                                          |                   |       |                                              |                                                                              |
| 28 september Vriendschappelijk № 35 «onderlinge duels» 16:00 uur (UTC+1) | Tsjecho-Slowakije | 1 – 2 | Oostenrijk                                   | Letnástadion, Praag Toeschouwers: 20.000 Scheidsrechter: John Langenus (BEL) |
| 28 september Vriendschappelijk № 35 «onderlinge duels» 16:00 uur (UTC+1) | Josef Jelínek 49' |       | 27' Matthias Sindelar 83' Siegfried Wortmann | Letnástadion, Praag Toeschouwers: 20.000 Scheidsrechter: John Langenus (BEL) |

|                                                                        |                                     |       |                       |                                                                              |
| 28 oktober Vriendschappelijk № 36 «onderlinge duels» 15:00 uur (UTC+1) | Tsjecho-Slowakije                   | 3 – 1 | Italië                | Stadion Slavii, Praag Toeschouwers: 20.000 Scheidsrechter: Ferenc Gerő (HUN) |
| 28 oktober Vriendschappelijk № 36 «onderlinge duels» 15:00 uur (UTC+1) | Antonín Puč 7' Josef Čapek 36', 52' |       | 18' Virgilio Levratto | Stadion Slavii, Praag Toeschouwers: 20.000 Scheidsrechter: Ferenc Gerő (HUN) |

### 1927
|                                                                     |                                     |       |                                               |                                                                          |
| 2 januari Vriendschappelijk № 37 «onderlinge duels» 15:00 uur (UTC) | België                              | 2 – 3 | Tsjecho-Slowakije                             | Sclessin, Luik Toeschouwers: 20.000 Scheidsrechter: Willem Eijmers (NED) |
| 2 januari Vriendschappelijk № 37 «onderlinge duels» 15:00 uur (UTC) | Henri Bierna 60' Maurice Gillis 84' |       | 22', 78' František Svoboda 50' Karel Podrazil | Sclessin, Luik Toeschouwers: 20.000 Scheidsrechter: Willem Eijmers (NED) |

|                                                                         |                                           |       |                                 |                                                                         |
| 20 februari Vriendschappelijk № 38 «onderlinge duels» 15:00 uur (UTC+1) | Italië                                    | 2 – 2 | Tsjecho-Slowakije               | San Siro, Milaan Toeschouwers: 28.000 Scheidsrechter: Eugen Braun (AUT) |
| 20 februari Vriendschappelijk № 38 «onderlinge duels» 15:00 uur (UTC+1) | Julio Libonatti 31' Adolfo Baloncieri 70' |       | 17' Antonín Puč 39' Josef Silný | San Siro, Milaan Toeschouwers: 28.000 Scheidsrechter: Eugen Braun (AUT) |

|                                                                      |                |       |                                 |                                                                                      |
| 20 maart Vriendschappelijk № 39 «onderlinge duels» 16:00 uur (UTC+1) | Oostenrijk     | 1 – 2 | Tsjecho-Slowakije               | Hohe Wartestadion, Wenen Toeschouwers: 45.000 Scheidsrechter: Mihály Iváncsics (HUN) |
| 20 maart Vriendschappelijk № 39 «onderlinge duels» 16:00 uur (UTC+1) | Josef Blum 87' |       | 3' Antonín Puč 11' Josef Maloun | Hohe Wartestadion, Wenen Toeschouwers: 45.000 Scheidsrechter: Mihály Iváncsics (HUN) |

|                                                                      |                                                                                |       |                     |                                                                                   |
| 24 april Vriendschappelijk № 40 «onderlinge duels» 17:30 uur (UTC+1) | Tsjecho-Slowakije                                                              | 4 – 1 | Hongarije           | Letenský Stadion, Praag Toeschouwers: 20.000 Scheidsrechter: Julius Zwicker (AUT) |
| 24 april Vriendschappelijk № 40 «onderlinge duels» 17:30 uur (UTC+1) | Antonín Puč 17' Karel Steiner 25' (pen.) František Svoboda 37' Josef Silný 50' |       | 42' István Mészáros | Letenský Stadion, Praag Toeschouwers: 20.000 Scheidsrechter: Julius Zwicker (AUT) |

|                                                                    |                                                           |       |        |                                                                                   |
| 26 mei Vriendschappelijk № 41 «onderlinge duels» 17:30 uur (UTC+1) | Tsjecho-Slowakije                                         | 4 – 0 | België | Letenský Stadion, Praag Toeschouwers: 20.000 Scheidsrechter: Jacques Hirrlé (SUI) |
| 26 mei Vriendschappelijk № 41 «onderlinge duels» 17:30 uur (UTC+1) | Antonín Puč 33', 66' Otto Fleischmann 46' Josef Silný 60' |       |        | Letenský Stadion, Praag Toeschouwers: 20.000 Scheidsrechter: Jacques Hirrlé (SUI) |

|                                                                     |                 |       |                   |                                                                                   |
| 31 juli Vriendschappelijk № 42 «onderlinge duels» 17:30 uur (UTC+1) | Joegoslavië     | 1 – 1 | Tsjecho-Slowakije | BSK Stadion, Belgrado Toeschouwers: 10.000 Scheidsrechter: Mihály Iváncsics (HUN) |
| 31 juli Vriendschappelijk № 42 «onderlinge duels» 17:30 uur (UTC+1) | Emil Perška 35' |       | 47' Antonín Puč   | BSK Stadion, Belgrado Toeschouwers: 10.000 Scheidsrechter: Mihály Iváncsics (HUN) |

|                                                                          |                                         |       |            |                                                                                |
| 18 september Vriendschappelijk № 43 «onderlinge duels» 16:00 uur (UTC+1) | Tsjecho-Slowakije                       | 2 – 0 | Oostenrijk | Strahovstadion, Praag Toeschouwers: 25.000 Scheidsrechter: Ernest Fabris (YUG) |
| 18 september Vriendschappelijk № 43 «onderlinge duels» 16:00 uur (UTC+1) | Karel Podrazil 10' Josef Kratochvíl 55' |       |            | Strahovstadion, Praag Toeschouwers: 25.000 Scheidsrechter: Ernest Fabris (YUG) |

|                                                                       |                  |       |                                    |                                                                                           |
| 9 oktober Vriendschappelijk № 44 «onderlinge duels» 15:00 uur (UTC+1) | Hongarije        | 1 – 2 | Tsjecho-Slowakije                  | Hungária Körúti Stadion, Boedapest Toeschouwers: 40.000 Scheidsrechter: Eugen Braun (AUT) |
| 9 oktober Vriendschappelijk № 44 «onderlinge duels» 15:00 uur (UTC+1) | Vilmos Kohut 72' |       | 45' Karel Podrazil 49' Josef Silný | Hungária Körúti Stadion, Boedapest Toeschouwers: 40.000 Scheidsrechter: Eugen Braun (AUT) |

| |                         |       |                    |                                                                              |
| 23 oktober Centraal-Europese Internationale Beker 1927-1930 № 45 «onderlinge duels» 15:00 uur (UTC+1) | Tsjecho-Slowakije       | 2 – 2 | Italië             | Letnástadion, Praag Toeschouwers: 12.000 Scheidsrechter: John Langenus (BEL) |
| 23 oktober Centraal-Europese Internationale Beker 1927-1930 № 45 «onderlinge duels» 15:00 uur (UTC+1) | Svoboda 32', 51' (pen.) |       | 28', 79' Libonatti | Letnástadion, Praag Toeschouwers: 12.000 Scheidsrechter: John Langenus (BEL) |

|                                                                        |                                                                    |       |                                                                |                                                                                   |
| 28 oktober Vriendschappelijk № 46 «onderlinge duels» 15:00 uur (UTC+1) | Tsjecho-Slowakije                                                  | 5 – 3 | Joegoslavië                                                    | Stadion Slavii, Praag Toeschouwers: 15.000 Scheidsrechter: Mihály Iváncsics (HUN) |
| 28 oktober Vriendschappelijk № 46 «onderlinge duels» 15:00 uur (UTC+1) | Jindřich Šoltys 1' František Svoboda 19', 68' Karel Bejbl 23', 36' |       | 12' Dragan Jovanović 48' (pen.) Ljubo Benčić 61' Mirko Bonačić | Stadion Slavii, Praag Toeschouwers: 15.000 Scheidsrechter: Mihály Iváncsics (HUN) |

### 1928
| |            |                 |                   |                                                                                   |
| 1 april Centraal-Europese Internationale Beker 1927-1930 № 47 «onderlinge duels» 16:30 uur (UTC+1) | Oostenrijk | 0 – 1           | Tsjecho-Slowakije | Hohe Wartestadion, Wenen Toeschouwers: 50.575 Scheidsrechter: John Langenus (BEL) |
| 1 april Centraal-Europese Internationale Beker 1927-1930 № 47 «onderlinge duels» 16:30 uur (UTC+1) |            | 38' Josef Silný |                   | Hohe Wartestadion, Wenen Toeschouwers: 50.575 Scheidsrechter: John Langenus (BEL) |

| |                                    |       |                   |                                                                                  |
| 22 april Centraal-Europese Internationale Beker 1927-1930 № 48 «onderlinge duels» 16:30 uur (UTC+1) | Hongarije                          | 2 – 0 | Tsjecho-Slowakije | Üllői Út, Boedapest Toeschouwers: 38.000 Scheidsrechter: Raphaël Van Praag (BEL) |
| 22 april Centraal-Europese Internationale Beker 1927-1930 № 48 «onderlinge duels» 16:30 uur (UTC+1) | Ferenc Hirzer 18' Vilmos Kohut 76' |       |                   | Üllői Út, Boedapest Toeschouwers: 38.000 Scheidsrechter: Raphaël Van Praag (BEL) |

|                                                                    |           |                     |                   | |
| 13 mei Vriendschappelijk № 49 «onderlinge duels» 15:00 uur (UTC+1) | Frankrijk | 0 – 2               | Tsjecho-Slowakije | Stade olympique Yves-du-Manoir, Colombes Toeschouwers: 19.000 Scheidsrechter: Henri Christophe (BEL) |
| 13 mei Vriendschappelijk № 49 «onderlinge duels» 15:00 uur (UTC+1) |           | 2', 57' Antonín Puč |                   | Stade olympique Yves-du-Manoir, Colombes Toeschouwers: 19.000 Scheidsrechter: Henri Christophe (BEL) |

|                                                                          |                                                                                              |       |           |                                                                               |
| 23 september Vriendschappelijk № 50 «onderlinge duels» 16:00 uur (UTC+1) | Tsjecho-Slowakije                                                                            | 6 – 1 | Hongarije | Letenský Stadion, Praag Toeschouwers: 18.000 Scheidsrechter: Emil Göbel (AUT) |
| 23 september Vriendschappelijk № 50 «onderlinge duels» 16:00 uur (UTC+1) | Karel Podrazil 14' Karel Bejbl 17', 55' Karel Pešek 48' Antonín Puč 52' Josef Kratochvíl 63' |       | ?         | Letenský Stadion, Praag Toeschouwers: 18.000 Scheidsrechter: Emil Göbel (AUT) |

|                                                                             |                                      |       |                        |                                                                               |
| 27 oktober Slavic Tournament 1928 № 51 «onderlinge duels» 15:00 uur (UTC+1) | Tsjecho-Slowakije                    | 3 – 2 | Polen                  | Letenský Stadion, Praag Toeschouwers: 5.000 Scheidsrechter: Eugen Braun (AUT) |
| 27 oktober Slavic Tournament 1928 № 51 «onderlinge duels» 15:00 uur (UTC+1) | Antonín Puč 31', 61' Karel Bejbl 33' |       | 69', 72' Henryk Reyman | Letenský Stadion, Praag Toeschouwers: 5.000 Scheidsrechter: Eugen Braun (AUT) |

|                                                                             |                                                                                    |       |                    |                                                                                |
| 28 oktober Slavic Tournament 1928 № 52 «onderlinge duels» 15:00 uur (UTC+1) | Tsjecho-Slowakije                                                                  | 7 – 1 | Joegoslavië        | Letenský Stadion, Praag Toeschouwers: 15.000 Scheidsrechter: Eugen Braun (AUT) |
| 28 oktober Slavic Tournament 1928 № 52 «onderlinge duels» 15:00 uur (UTC+1) | Jindřich Šoltys 11' Antonín Puč 65', 89' Josef Silný 68', 82' Karel Bejbl 69', 77' |       | 17' Miloš Beleslin | Letenský Stadion, Praag Toeschouwers: 15.000 Scheidsrechter: Eugen Braun (AUT) |

### 1929
|                                                                     |                                                 |       |                                       |                                                                                        |
| 3 maart Vriendschappelijk № 53 «onderlinge duels» 15:00 uur (UTC+1) | Italië                                          | 4 – 2 | Tsjecho-Slowakije                     | Stadio Littoriale, Bologna Toeschouwers: 35.000 Scheidsrechter: Henri Christophe (BEL) |
| 3 maart Vriendschappelijk № 53 «onderlinge duels» 15:00 uur (UTC+1) | Gino Rossetti 26', 61', 80' Julio Libonatti 33' |       | 18' Josef Silný 40' František Svoboda | Stadio Littoriale, Bologna Toeschouwers: 35.000 Scheidsrechter: Henri Christophe (BEL) |

|                                                                      |                                                           |       |                                        |                                                                             |
| 17 maart Vriendschappelijk № 54 «onderlinge duels» 15:45 uur (UTC+1) | Tsjecho-Slowakije                                         | 3 – 3 | Oostenrijk                             | Letnástadion, Praag Toeschouwers: 23.000 Scheidsrechter: Frigyes Klug (HUN) |
| 17 maart Vriendschappelijk № 54 «onderlinge duels» 15:45 uur (UTC+1) | Josef Silný 43' Jindřich Šoltys 47' František Svoboda 80' |       | 18' Ignaz Siegl 20', 87' Franz Weselik | Letnástadion, Praag Toeschouwers: 23.000 Scheidsrechter: Frigyes Klug (HUN) |

|                                                                                                  |                  |       |                                                                    |                                                                                  |
| 5 mei Centraal-Europese Internationale Beker 1927-1930 № 55 «onderlinge duels» 15:00 uur (UTC+1) | Zwitserland      | 1 – 4 | Tsjecho-Slowakije                                                  | Stade Olympique, Lausanne Toeschouwers: 20.000 Scheidsrechter: Eugen Braun (AUT) |
| 5 mei Centraal-Europese Internationale Beker 1927-1930 № 55 «onderlinge duels» 15:00 uur (UTC+1) | Max Abegglen 74' |       | 22' Karel Podrazil 23' Josef Silný 80' Antonín Puč 85' Josef Silný | Stade Olympique, Lausanne Toeschouwers: 20.000 Scheidsrechter: Eugen Braun (AUT) |

|                                                                     |                                                               |       |                                                   |                                                                                        |
| 28 juni Vriendschappelijk № 56 «onderlinge duels» 17:30 uur (UTC+1) | Tsjecho-Slowakije                                             | 3 – 3 | Joegoslavië                                       | Stadion Concordije, Zagreb Toeschouwers: 8.000 Scheidsrechter: Hans Frankenstein (AUT) |
| 28 juni Vriendschappelijk № 56 «onderlinge duels» 17:30 uur (UTC+1) | Ivan Hitrec 35' Blagoje Marjanović 43' Blagoje Marjanović 52' |       | 1' Jan Knobloch 42' Antonín Hojer 67' Josef Silný | Stadion Concordije, Zagreb Toeschouwers: 8.000 Scheidsrechter: Hans Frankenstein (AUT) |

| |                      |       |                 |                                                                               |
| 8 september Centraal-Europese Internationale Beker 1927-1930 № 57 «onderlinge duels» 16:30 uur (UTC+1) | Tsjecho-Slowakije    | 1 – 1 | Hongarije       | Letenský Stadion, Praag Toeschouwers: 28.000 Scheidsrechter: Paul Ruoff (SUI) |
| 8 september Centraal-Europese Internationale Beker 1927-1930 № 57 «onderlinge duels» 16:30 uur (UTC+1) | František Svoboda 4' |       | 84' Jenő Kalmár | Letenský Stadion, Praag Toeschouwers: 28.000 Scheidsrechter: Paul Ruoff (SUI) |

|                                                                          |                                              |       |                      |                                                                                    |
| 15 september Vriendschappelijk № 58 «onderlinge duels» 16:00 uur (UTC+1) | Oostenrijk                                   | 2 – 1 | Tsjecho-Slowakije    | Hohe Wartestadion, Wenen Toeschouwers: 37.198 Scheidsrechter: Albino Carraro (ITA) |
| 15 september Vriendschappelijk № 58 «onderlinge duels» 16:00 uur (UTC+1) | Fritz Gschweidl 38' Franz Weselik 41' (pen.) |       | 28' Josef Kratochvíl | Hohe Wartestadion, Wenen Toeschouwers: 37.198 Scheidsrechter: Albino Carraro (ITA) |

| |                                                                                                |       |             |                                                                                  |
| 6 oktober Centraal-Europese Internationale Beker 1927-1930 № 59 «onderlinge duels» 15:30 uur (UTC+1) | Tsjecho-Slowakije                                                                              | 5 – 0 | Zwitserland | Letenský Stadion, Praag Toeschouwers: 17.000 Scheidsrechter: John Langenus (BEL) |
| 6 oktober Centraal-Europese Internationale Beker 1927-1930 № 59 «onderlinge duels» 15:30 uur (UTC+1) | Antonín Puč 17' Josef Kratochvíl 18' František Svoboda 36' František Junek 64' Antonín Puč 81' |       |             | Letenský Stadion, Praag Toeschouwers: 17.000 Scheidsrechter: John Langenus (BEL) |

|                                                                        |                                                        |       |                                        |                                                                            |
| 28 oktober Vriendschappelijk № 60 «onderlinge duels» 15:00 uur (UTC+1) | Tsjecho-Slowakije                                      | 4 – 3 | Joegoslavië                            | Stadion Slavii, Praag Toeschouwers: 8.000 Scheidsrechter: Emil Göbel (AUT) |
| 28 oktober Vriendschappelijk № 60 «onderlinge duels» 15:00 uur (UTC+1) | František Kloz 2' Josef Silný 10', 75' Josef Thaut 69' |       | 48', 83' Ivan Hitrec 82' Vlado Lajnert | Stadion Slavii, Praag Toeschouwers: 8.000 Scheidsrechter: Emil Göbel (AUT) |

België · Bulgarije · Denemarken · Duitsland · Engeland · Estland · Finland · Frankrijk · Griekenland · Hongarije · Ierland · Italië · Joegoslavië · Letland · Litouwen · Luxemburg · Nederland · Noord-Ierland · Noorwegen · Oostenrijk · Polen · Portugal · Roemenië · Schotland · Sovjet-Unie · Spanje · Tsjecho-Slowakije · Turkije · Wales · Zweden · Zwitserland
Nationale bond · A-internationals · Bondscoaches · Statistieken · Tsjecho-Slowaaks vrouwenelftal · Tsjecho-Slowakije U16 · Tsjecho-Slowakije U17 · Tsjecho-Slowakije U18 · Tsjecho-Slowakije U21
1920 – 1929 · 
1930 – 1939 · 
1940 – 1949 · 
1950 – 1959 · 
1960 – 1969 · 
1970 – 1979 · 
1980 – 1989 · 
1990 – 1993
EK 1960 · 
EK 1976 · 
EK 1980
WK 1934 · 
WK 1938 · 
WK 1954 · 
WK 1958 · 
WK 1962 · 
WK 1970 · 
WK 1982 · 
WK 1990
OS 1920 · 
OS 1924 · 
OS 1964 · 
OS 1968 · 
OS 1980
1920 · 
1921 · 
1922 · 
1923 · 
1924 · 
1925 · 
1926 · 
1927 · 
1928 · 
1929 · 
1930 · 
1931 · 
1932 · 
1933 · 
1934 · 
1935 · 
1936 · 
1937 · 
1938 · 
1939 · 
1940 · 
1941 · 
1942 · 
1943 · 
1944 · 
1945 · 
1946 · 
1947 · 
1948 · 
1949 · 
1950 · 
1952 · 
1952 · 
1953 · 
1954 · 
1955 · 
1956 · 
1957 · 
1958 · 
1959 · 
1960 · 
1961 · 
1962 · 
1963 · 
1964 · 
1965 · 
1966 · 
1967 · 
1968 · 
1969 · 
1970 · 
1971 · 
1972 · 
1973 · 
1974 · 
1975 · 
1976 · 
1977 · 
1978 · 
1979 · 
1980 · 
1981 · 
1982 · 
1983 · 
1984 · 
1985 · 
1986 · 
1987 · 
1988 · 
1989 · 
1990 · 
1991 · 
1992 · 
1993
Albanië ·
Argentinië ·
Australië ·
België ·
Bolivia ·
Brazilië ·
Bulgarije ·
Chili ·
Colombia ·
Costa Rica ·
Cyprus ·
DDR ·
Denemarken ·
Duitsland ·
Egypte ·
Engeland ·
Faeröer ·
Finland ·
Frankrijk ·
Griekenland ·
Hongarije ·
Ierland ·
IJsland ·
Iran ·
Italië ·
Joegoslavië ·
Koeweit ·
Luxemburg ·
Malta ·
Mexico ·
Nederland ·
Noord-Ierland ·
Noorwegen ·
Oostenrijk ·
Polen ·
Portugal ·
Roemenië ·
Schotland ·
Sovjet-Unie ·
Spanje ·
Turkije ·
Uruguay ·
Verenigde Staten ·
Wales ·
Zweden ·
Zwitserland
Brazilië (1962) · 
Engeland (1982) · 
Frankrijk (1982) · 
Koeweit (1982) ·
West-Duitsland (1976)